# Georg-Arnhold-Bad

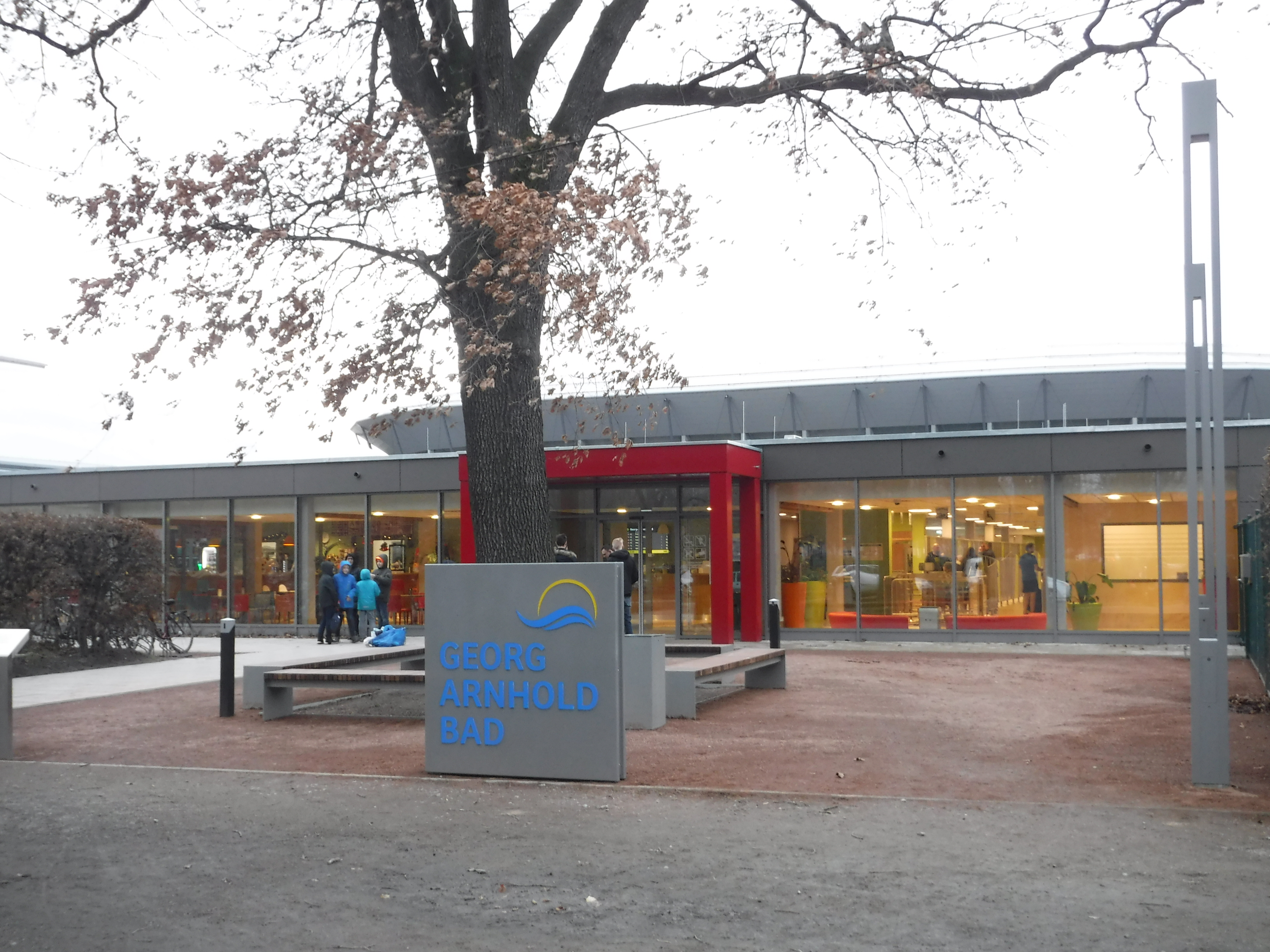
Eingang zum Georg-Arnhold-Bad nach der Sanierung 2017

Das Georg-Arnhold-Bad (fälschlich auch Arnold-Bad genannt) ist ein 1926 eröffnetes Schwimmbad im Dresdner Stadtteil Seevorstadt-Ost/Großer Garten mit einem Hallen- und einem Freibadbereich. Es wird von der Dresdner Bäder GmbH betrieben.

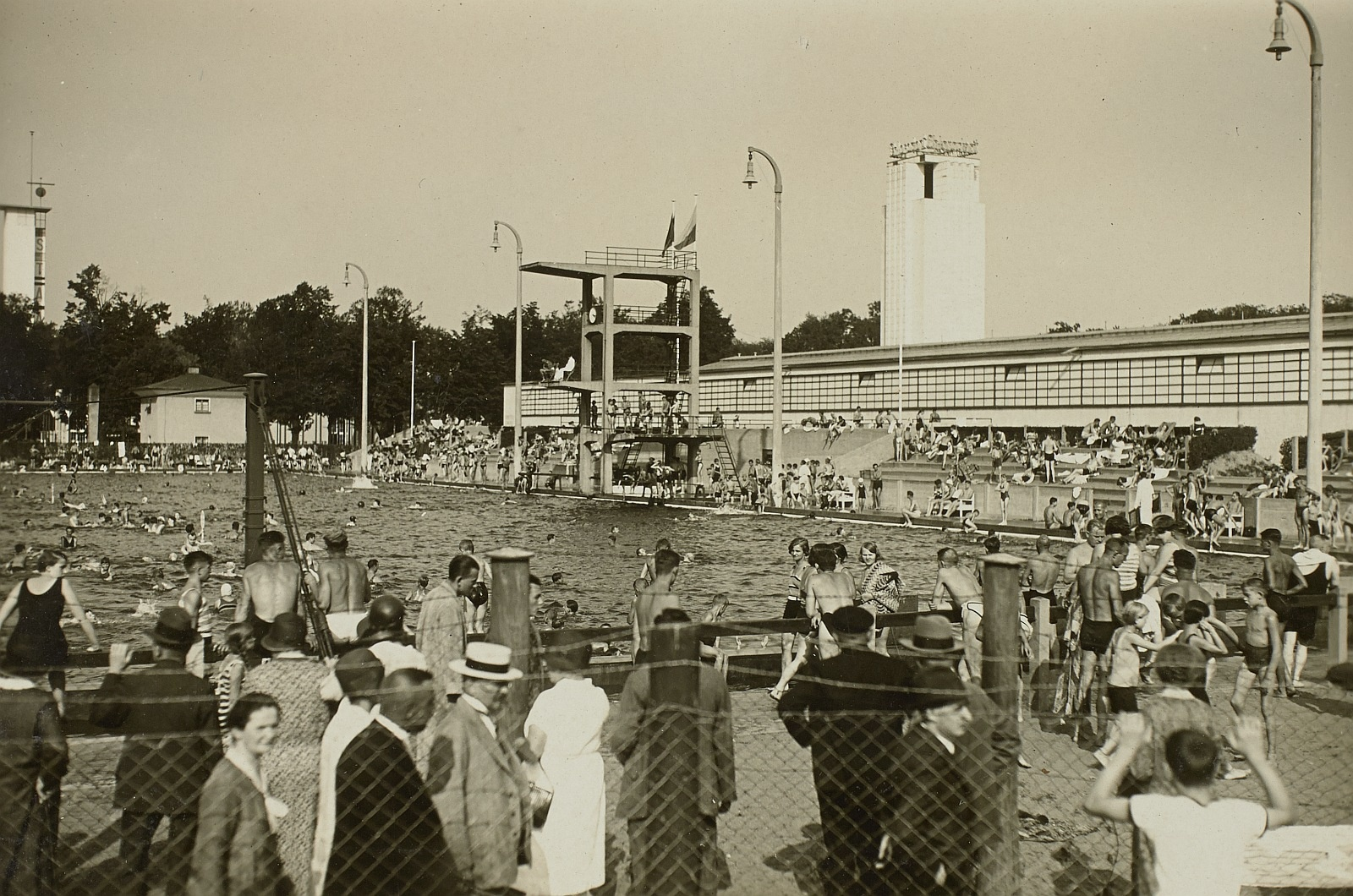
Arnholdbad 1930

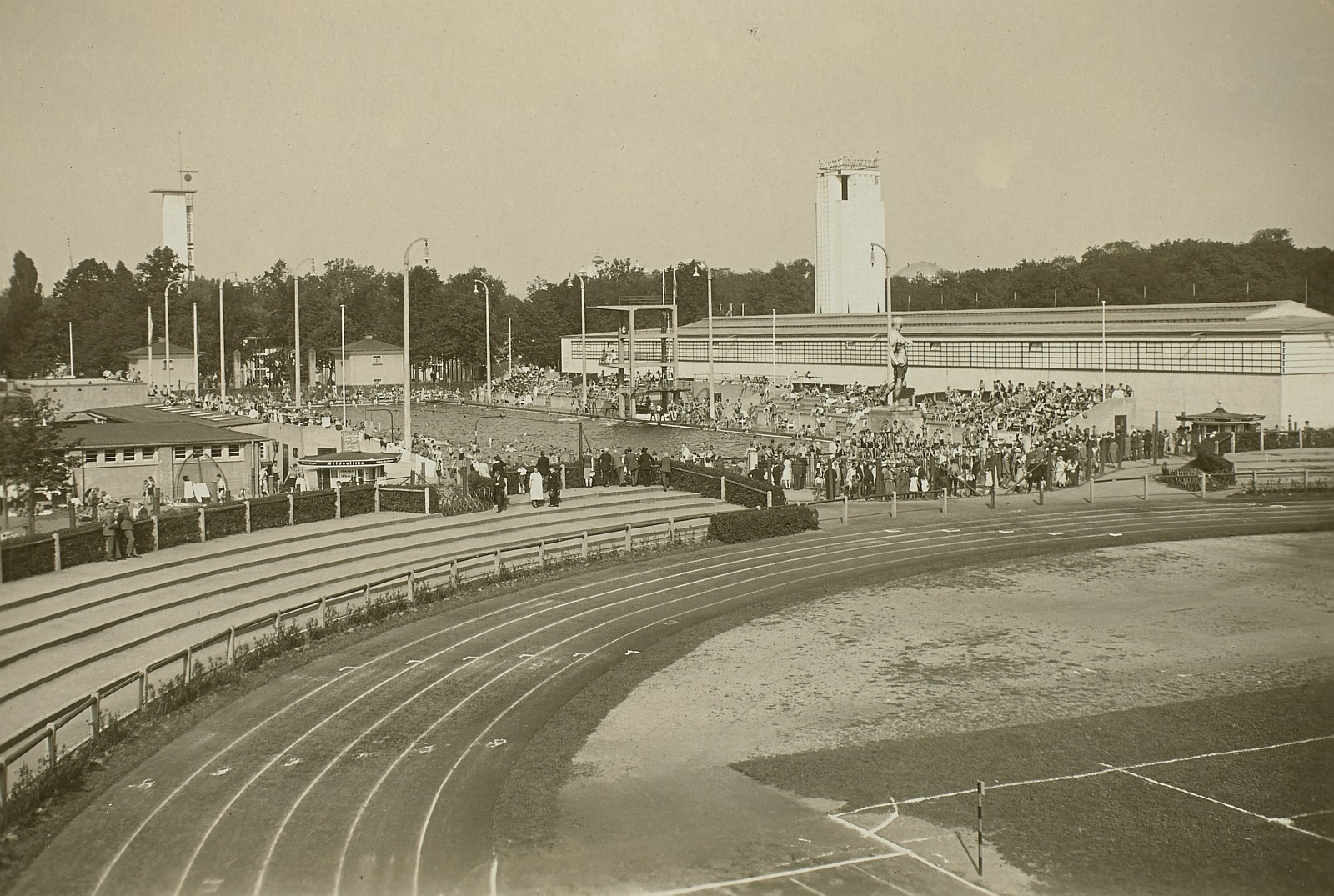
Blick von der Illgenkampfbahn zum Georg-Arnhold-Bad 1930

## Geschichte

### Bis 1945
Die zentrumsnahe Grünanlage Güntzwiesen, auf der sich das Bad befindet, etablierte sich bereits im 19. Jahrhundert als Sportstätte und entging somit der Wohnbebauung. Im Mai 1923 erfolgte zunächst die Einweihung des benachbarten Stadions, der Ilgen-Kampfbahn.
Noch im selben Jahr stiftete der jüdische Geheimrat, Bankier und Mäzen Georg Arnhold Mittel zum Bau eines Freibads. Nachdem diese infolge der Inflation nicht ausreichten, stellte Arnhold erneut Geld zur Verfügung. Somit konnte am 27. Mai 1926 das Georg-Arnhold-Bad feierlich in städtische Hand übergeben werden. Das Rahmenprogramm zum Festakt enthielt verschiedene Musikstücke von Carl Maria von Weber, Robert Schumann, Johann Sebastian Bach und anderen. Außerdem gab es ein Massenschwimmen der Volksschulen, Wettkämpfe der höheren Schulen Dresdens, Kürsprünge vom Turm und einen Fackeltanz. Erster Schwimmer im neuen Becken war der zu seiner Zeit beste Schwimmsportler Deutschlands Erich Rademacher, der zwei Bahnen zurücklegte. Am 4. Juni 1926 wurde das Bad für die Dresdner Öffentlichkeit freigegeben. Architekt sowohl der Kampfbahn als auch des Bades war der damalige Dresdner Stadtbaurat Paul Wolf. Die Bauleitung lag in den Händen von Amtsbaurat Helm. Die Rede zur Eröffnung durch Stadtbaurat Wolf endete mit den Worten:

„Möge die Anlage allzeit eine Stätte des freudigen Kampfes der Jugend sein, auf der ein neues und freies Geschlecht erstark', das vorwärts drängt zu neuem Leben.“

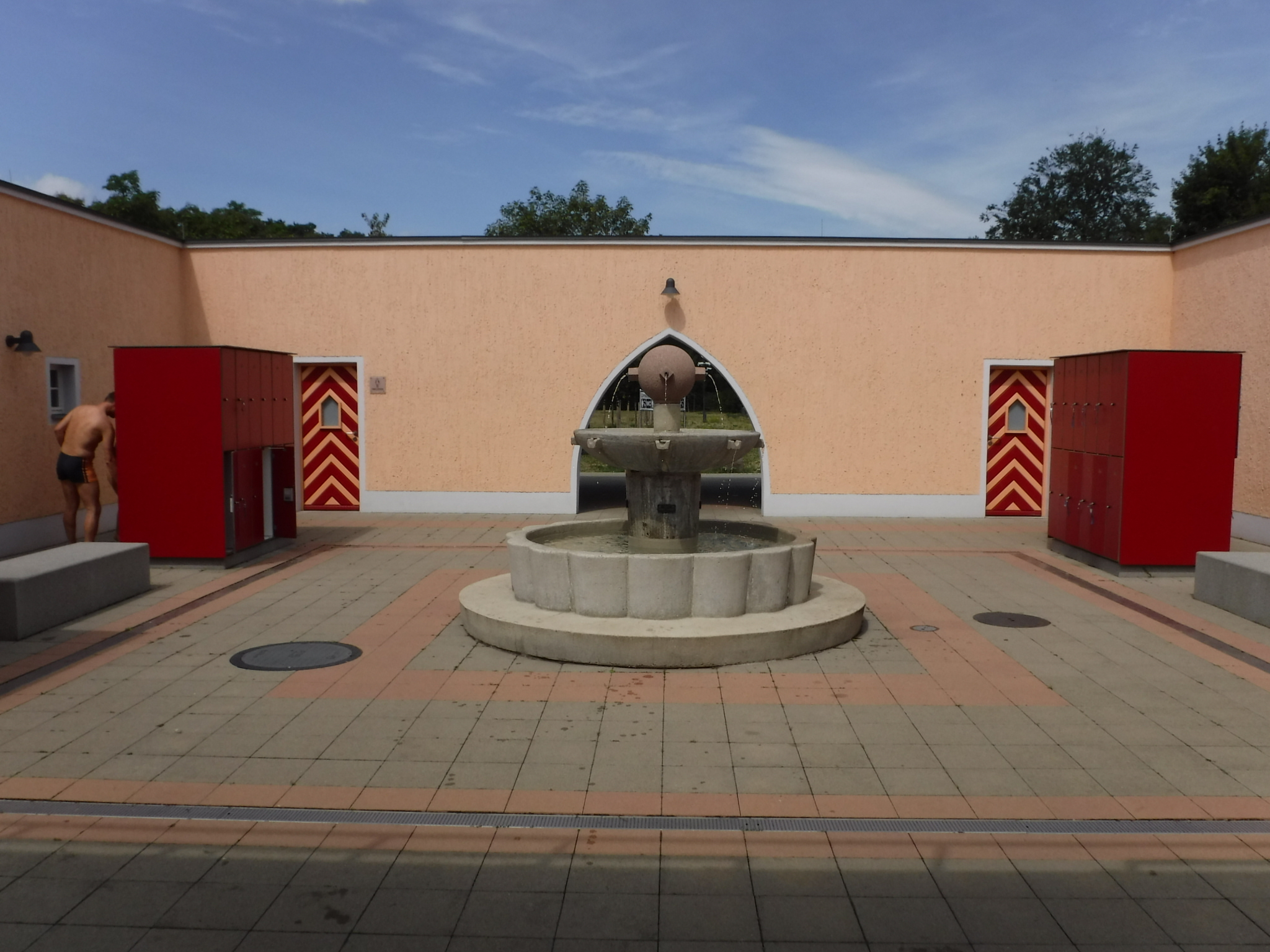
Sanierter Innenhof mit Brunnen. Einziger noch erhaltener Teil des Arnhold-Bads

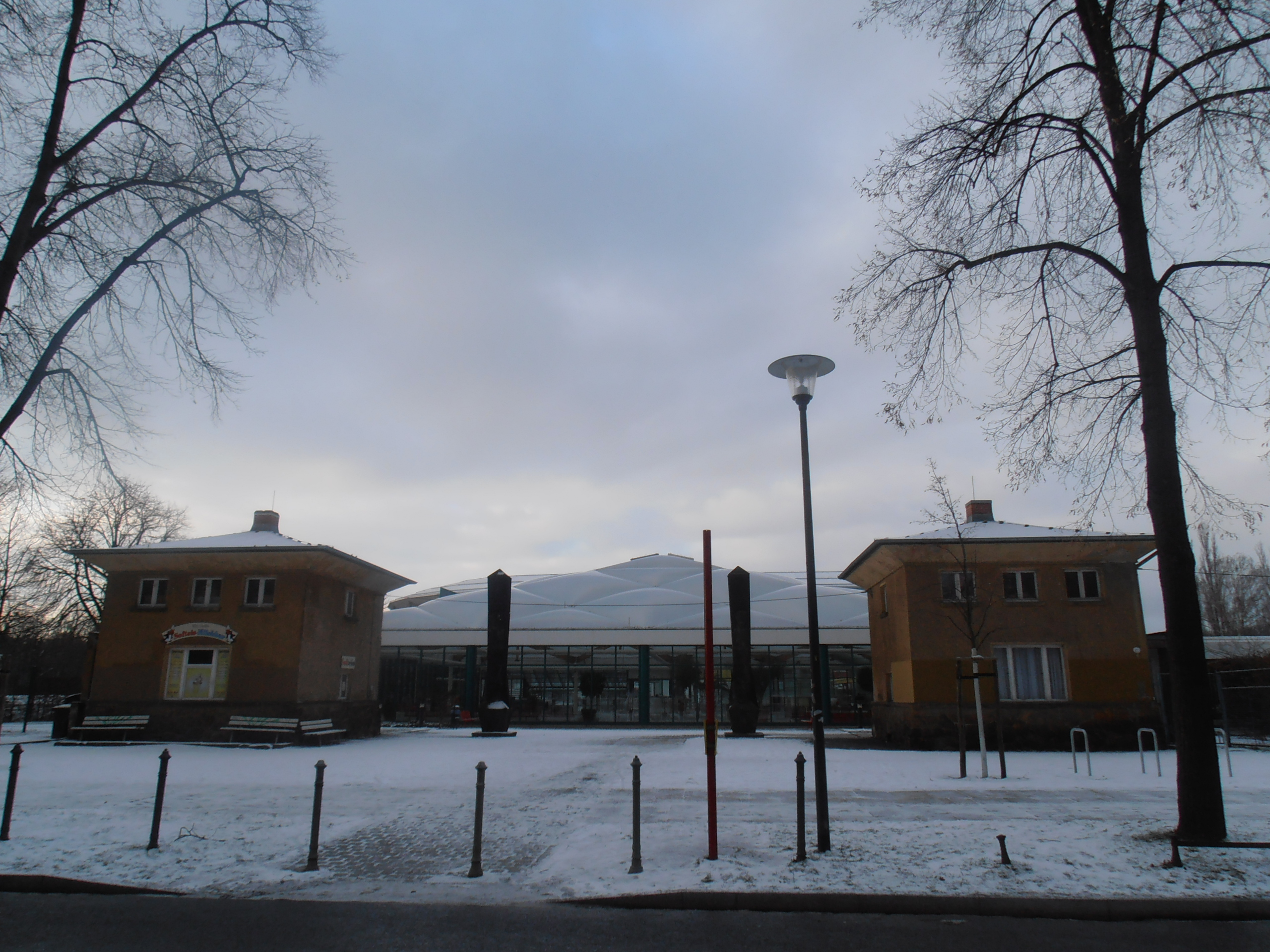
Torhäuschen und Stelen der ehemaligen Ilgen-Kampfbahn

Zum Bad gehörte damals ein 100 Meter langes und 30 Meter breites Stahlbeton-Schwimmbecken, von welchem 22 mal 100 Meter für Schwimmer und 8 mal 100 Meter für Nichtschwimmer vorgesehen waren. Rund um das Becken verliefen Wasserüberläufe, welche auch als Spucklöcher zu benutzen waren, und eine 1,4 Meter breite Fußwaschrinne. Außerdem befand sich im Bad ein Sprungturm mit Podesten auf 3, 5 und 10 Metern und einem Zwischenpodium als Sammelplatz für Kampfrichter und Springer bei 7,50 Metern. Die Sprunggrube von 14 mal 14 Metern war in den Schwimmerbereich integriert und 4,20 Meter tief. An den beiden Querseiten des Beckens existierten je acht Startblöcke, an den Längsseiten zwei Besuchertribünen für bis zu 5000 Personen. Zwei zweigeschossige Torhäuschen, ein Brunnen sowie zwei Sandstein-Stelen ergänzten das architektonische Ensemble. Auf einer der Stelen ist ein Relief des Mäzens Hermann Ilgen angebracht. Unter fachlicher Betreuung des Landesamtes für Denkmalpflege erfolgten von der Hermann-Ilgen-Stiftung finanzierte Restaurierungsarbeiten an den Stelen, die 2017 abgeschlossen wurden.
Da eine Umwälzanlage mit Filtern und Chlorung erst für eine spätere Nachrüstung vorgesehen war, erwog man nach dem Vorbild eines Berliner Bades, Algen, Schnecken und Regenbogenforellen zur Aufrechterhaltung der Wasserqualität einzusetzen. Für den Entwurf der Gesamtanlage maßgeblich war eine harmonische Verbindung sowohl zum benachbarten Stadion als auch zu den umliegenden Grünanlagen. So wurden alle Gebäude nur eingeschossig ausgeführt, um Sichtverbindungen zur Dresdner Altstadt aufrechtzuerhalten. Außerdem waren die Gebäude nach außen hin hellgrün gestrichen. Im Badinneren dominierten fleischfarbene sowie kräftig rote und orangefarbene Töne und das Grau des unverkleideten Betons.
Dank moderater Eintrittspreise war das Bad innerhalb kurzer Zeit eine populäre Sportstätte. So zahlten Erwachsene für eine Tageskarte 30 Pfennige, Mitglieder von Schwimmvereinen die Hälfte. Die nutzerfreundlichen Öffnungszeiten täglich von 7 bis 21 Uhr beförderten ebenfalls die Beliebtheit des Bades für sportliche Wettkämpfe, die tägliche Nutzung durch die Bevölkerung und den Schwimmunterricht. Letzterer war 1926 erstmals an allen Dresdner Schulen obligatorisch geworden. Die Dresdner Schwimmvereine zählten zu diesem Zeitpunkt 9200 Mitglieder.
Am 19. Juli 1930 fand im Georg-Arnhold-Bad ein „Schwimm-Länderkampf“ über drei Wettbewerbe der Nationalmannschaften Deutschlands und Ungarns statt. Am 2. und 3. Juli 1932 wurden im Georg-Arnhold-Bad die Deutsche Schwimmmeisterschaften ausgetragen.
Drei Viertel der Baukosten von 400.000 Reichsmark trug Georg Arnhold, weshalb das Bad bereits zur Einweihung seinen Namen erhielt. Um den Namen des jüdischen Stifters zu tilgen, wurde die Badeanstalt 1934 in „Güntzwiesenbad“ umbenannt. Der Familie Arnhold war ab dem 23. Juli 1935, wie allen jüdischen Bürgern, der Zutritt verboten.
Bereits am 3. Juli 1945 hieß es in einem Brief des Sportamts an die Gartenverwaltung der Stadt, dass der Beauftragte des Stadtkommandanten für Sport, Orsowsky, dringlich die Instandsetzung des Arnholdbades fordere. Wenige Tage danach konnte das Bad wiedereröffnet werden.

### Nach 1945

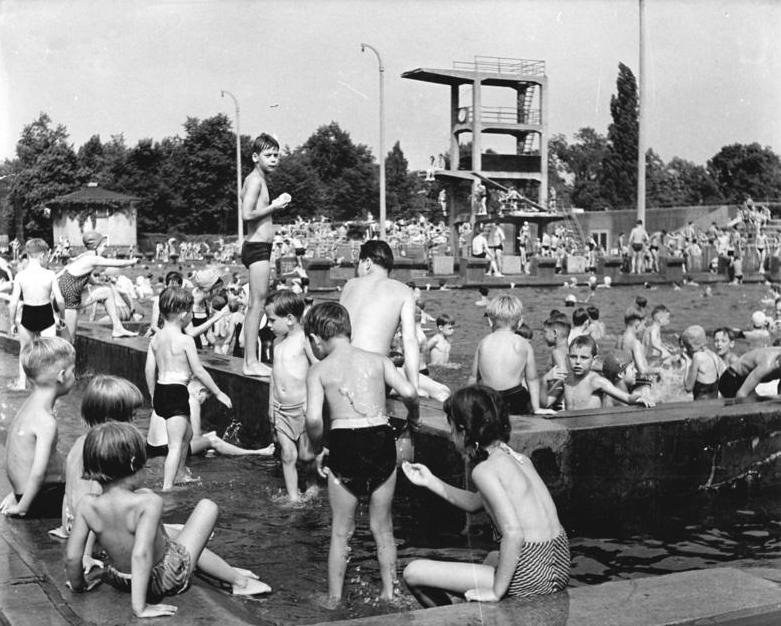
Das Georg-Arnhold-Bad im Sommer 1960

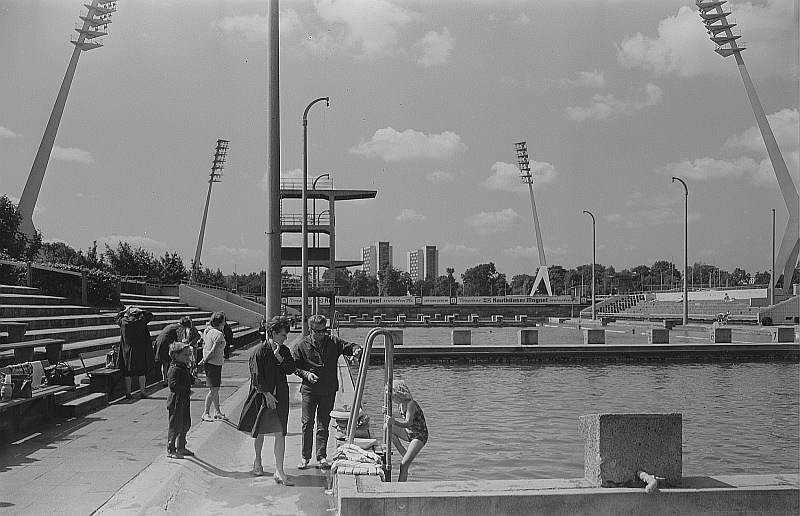
Das Georg-Arnhold-Bad (nach 1969)

1948 erhielt das Bad seinen ursprünglichen Namen zurück.
In den 1950er Jahren wurde das 100-Meter-Becken in drei Bereiche geteilt. Damit entstand die für Wettkämpfe vorgeschriebene 25-Meter-Kurzbahn und die 50-Meter-Langbahn. Zwischen 1974 und 1978 erfolgte die Rekonstruktion der Liege- und der Ost-Terrasse.
1994 begann man mit einer Sanierung und dem Umbau des maroden Bades. Dabei wurde das geteilte 100-Meter-Becken entfernt und durch kleinere Becken ersetzt. Am 12. Juni 1995 erfolgte die Wiedereröffnung. Die Umbauarbeiten gingen in drei Bauabschnitten bis 1997 weiter. Dadurch entstand ein modernes Hallen- und Freibad, ein sogenanntes Kombibad. Am Umbau beteiligten sich die Enkel des Erbauers, Gerard und Henry Arnhold, mit einem finanziellen Anteil von 5 Millionen Mark.
Im Jahr 2008 besuchten 260.000 Besucher das Georg-Arnhold-Bad. Vorteilhaft hierfür war, dass das Bad, im Gegensatz zu vielen anderen städtischen Hallenbädern, zu mehr als 80 % der Öffnungszeiten für die Öffentlichkeit zur Verfügung steht und nicht zusätzlich durch Vereine oder Schulen gebucht ist. Aufgrund von Wettereinflüssen auf den Freibadteil schwanken die Besucherzahlen. So kamen 2019 insgesamt rund 248.500 Badegäste.
Nachdem 2012 in lokalen Medien berichtet wurde, dass es seit einigen Jahren Probleme mit der Lüftungsanlage des Bades gäbe, (eine der beiden Anlagen war dauerhaft ausgefallen) und im März 2013 eine kurzzeitige Schließung wegen einer Havarie an der verbliebenen Lüftungsanlage notwendig war, legte der Geschäftsführer der Dresdner Bäder GmbH im März 2014 umfangreiche Sanierungspläne vor. Die Gesellschaft war 2013 als Betreiber der städtischen Bäder gegründet worden und ist ein Tochterunternehmen der Technischen Werke Dresden. Die Sanierungsarbeiten begannen im Oktober 2015, geplant wurde mit 7,7 Millionen Euro. Größte Neuerung ist der mit 2,6 Millionen Euro bezifferte Einbau einer Saunalandschaft. Dadurch war die Halle von April 2016 bis August 2017 geschlossen.
Im Jahr 2023 besuchten 614.000 Gäste das Georg-Arnhold-Bad.
Das Amt für Kultur und Denkmalschutz Dresdens stuft das Georg-Arnhold-Bad zusammen mit dem Brunnenhof, zwei Torhäusern und Stelen als Kulturdenkmal ein.

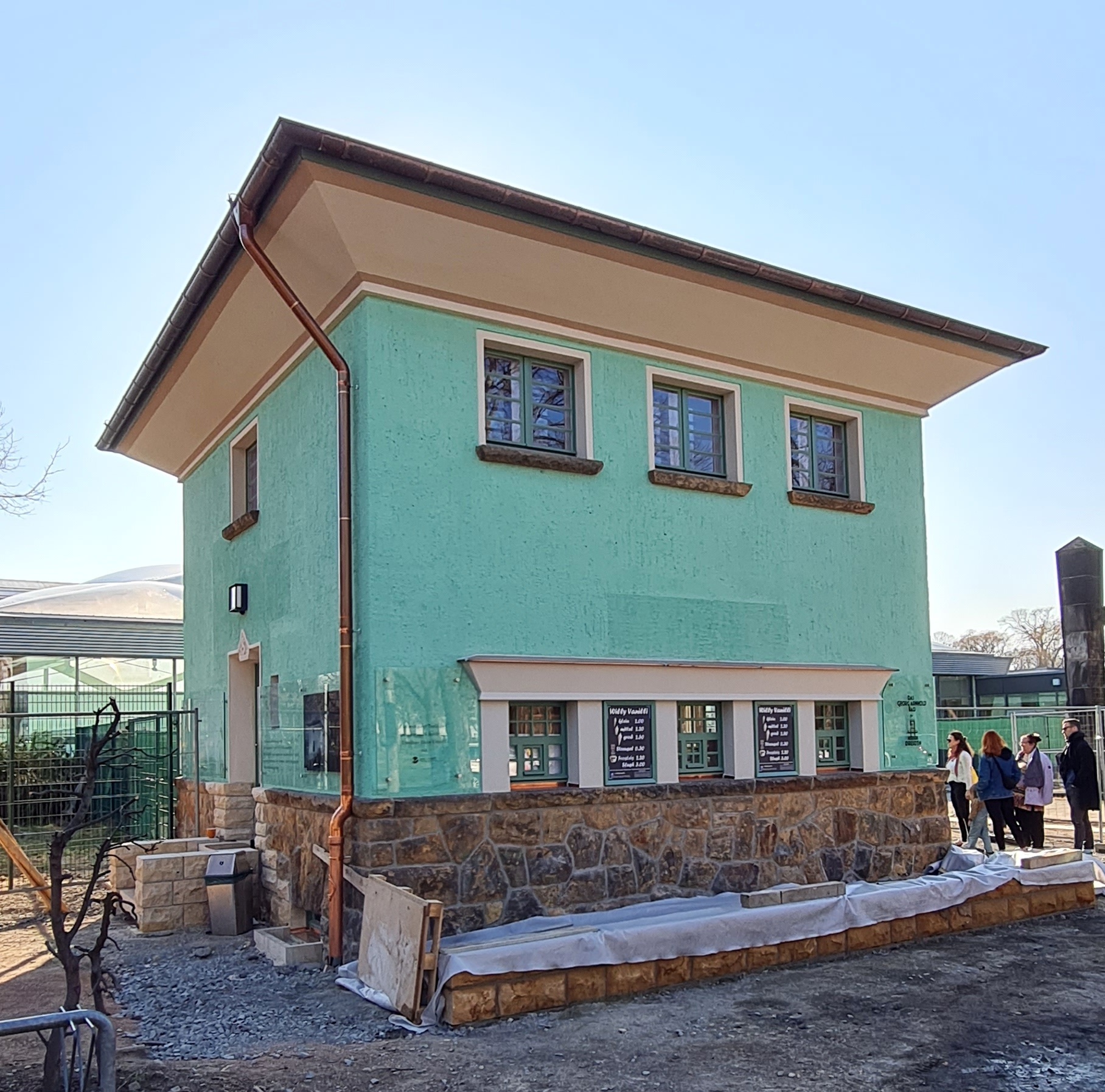
Östliches Torhaus (2025)

Die zum Ensemble gehörenden beiden baugleichen Torhäuser wurden 1923 im Art-déco-Stil als Kassenhäuschen für den Dresdner Kampfbahn errichtet. Mit Eröffnung des Georg-Arnhold-Bades 1926 verloren sie ihren Zweck und wurden Wohngebäude für die Mitarbeiter des Bades. Bei einer Sanierung 2024/25 wurde festgestellt, dass die Häuschen ursprünglich blau gestrichen waren, nach der Einweihung der Badeanstalt allerdings jadegrün gestrichen wurden. Damit sollten sie besser zum benachbarten Großen Garten passen. In Zuge der Sanierung wurden unter anderem nachträglich errichtete Vorbauten entfernt, Fenster sowie Türen nach Originalen nachgebaut und der jadegrüne Anstrich wiederhergestellt. Die Kosten der Sanierung lagen bei 330.000 Euro.

## Angebot

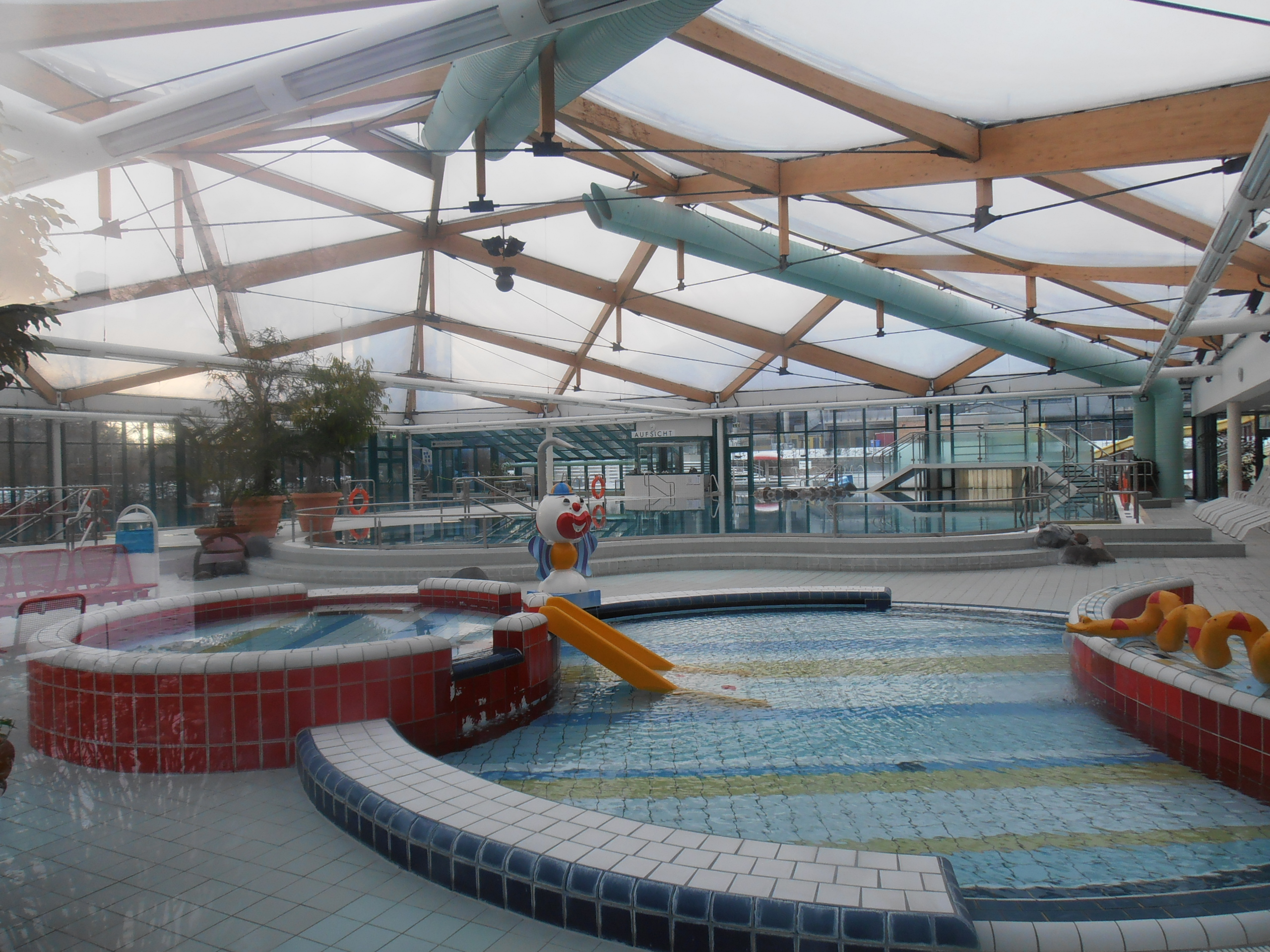
Innenbereich des Bades 2013

### Hallenbad
Das solarbeheizte Schwimmbecken mit sechs Schwimmbahnen ist 25 Meter lang. Außerdem zählen zum Angebot eine 93 Meter lange Röhrenrutsche (die längste ihrer Art in Dresden), ein 250 Quadratmeter großes Erlebnisbecken, Wasserattraktionen und ein Planschbecken. Die gesamte Badefläche beträgt 567 Quadratmeter.

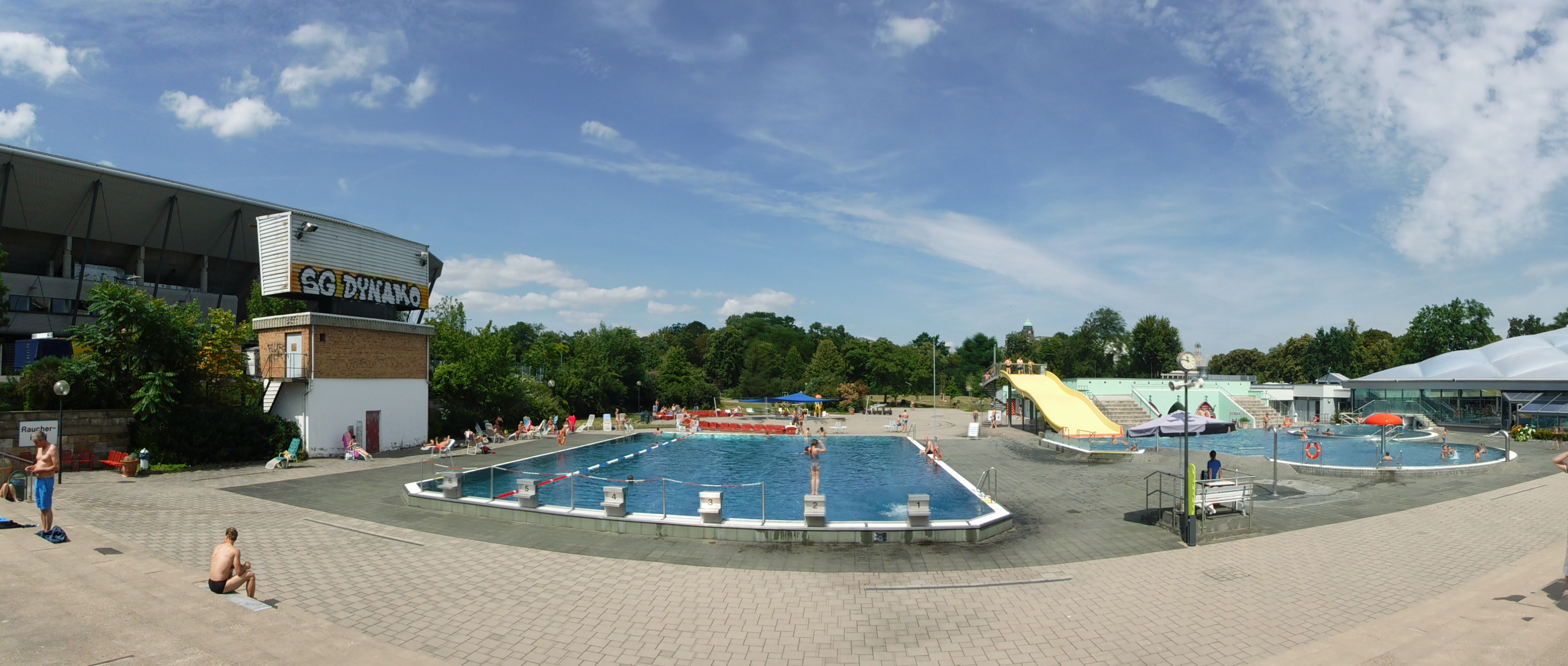
Außenbereich des Bades 2019

### Freibad
Im Freibereich gibt es ein Vierjahreszeiten-Erlebnisbecken mit Strömungskanal und einer 18 Meter langen Breitrutsche, ein Schwimmerbecken mit sechs 25-Meter-Bahnen und eine 14.000 Quadratmeter große Liegewiese mit angrenzendem Matschspielplatz sowie einen Beachvolleyball-Platz. Im Zuge der Umbaumaßnahmen zwischen 1994 und 1997 war die ursprüngliche Wasserfläche verkleinert worden. Bei einer erneuten Sanierung von 2016 bis 2017 wurde der denkmalgeschützte Farbkanon aus der Ursprungszeit an den Wänden und bei der Restaurierung des historischen Brunnens im Atrium aufgegriffen.

### Fitness und Wellness
2013 existierten im Georg-Arnhold-Bad das Kursangebot Aquajogging und der Seniorentreff.
Die Einrichtung einer Saunalandschaft war seit Jahren in Planung, scheiterte aber an unzureichenden städtischen Mitteln. So war 2006 bereits der Baustart für 2007 geplant, die Kosten von 1,3 Millionen Euro für eine Saunalandschaft inklusive Sanitär- und Gastronomiebereich konnten aber nicht aufgebracht werden. Im Zuge der 2013 notwendig gewordenen Sanierung gab es erneute Planungen für eine Saunalandschaft. Der Umbau begann im April 2016 mit der Sperre des Hallenbades und wurde im November 2017 abgeschlossen. Entstanden ist die Saunalandschaft „Schwitzen zwischen Alten Meistern“, bei der unter anderem in fünf Themensaunen ein Konzept umgesetzt wird, für das es eine Zusammenarbeit mit den Staatlichen Kunstsammlungen Dresden gibt. Die Betreibergesellschaft rechnet mit 40.000 Saunagästen pro Jahr. Die Zahl wurde bereits 2019 mit 48.000 Besuchern übertroffen.

## Trivia
Das Georg-Arnhold-Bad erhielt im Juli 2011 das Ökoprofit-Siegel für umweltfreundliches Handeln.
Im Juni 2018 wurde das Bad durch einen nächtlichen Freibadbesuch des Sängers der Toten Hosen, Campino, nach dem Konzert im benachbarten Stadion deutschlandweit bekannt. Davon angeregt fand zwei Monate später ein öffentliches Nachtbaden mit mehreren Tausend Gästen sowie einer Videobotschaft des Sängers statt.

## Galerie

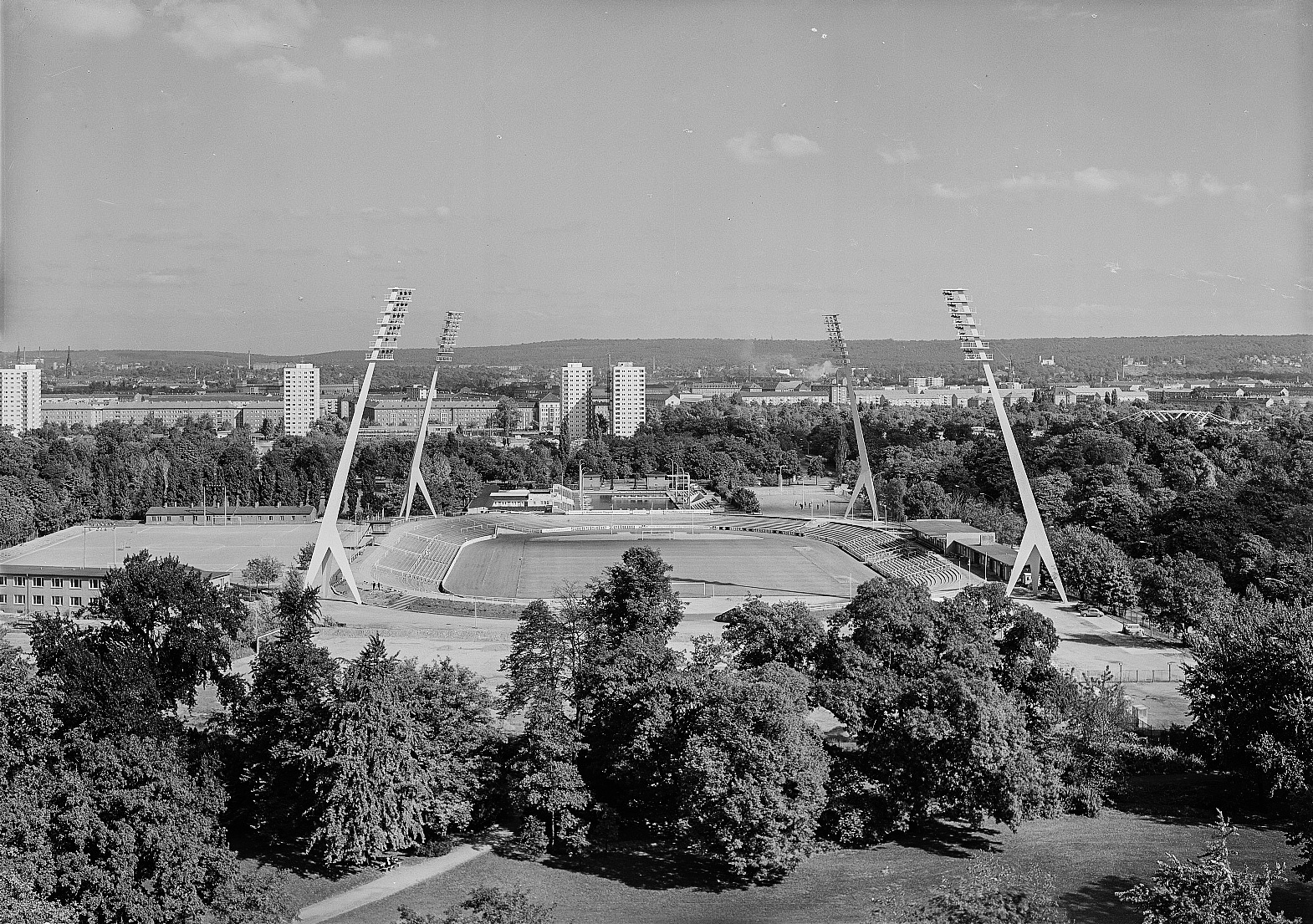
Rudolf-Harbig-Stadion und Georg-Arnhold-Bad (September 1969)
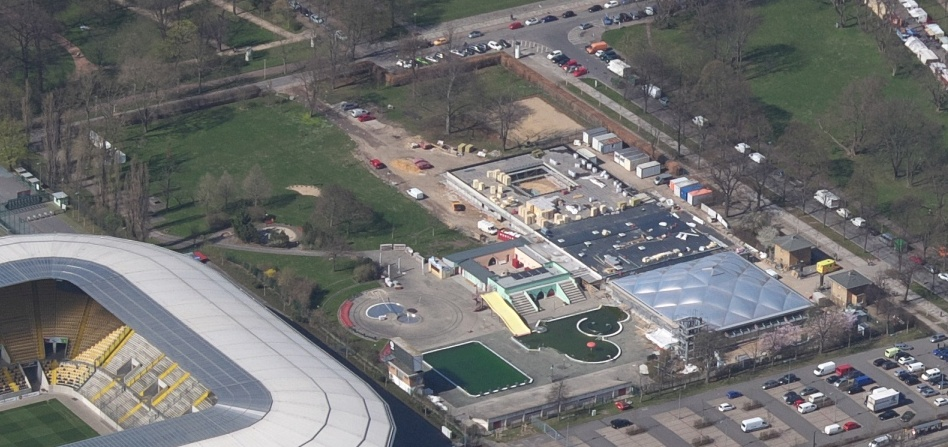
Luftbild des Georg-Arnhold-Bads (2017)
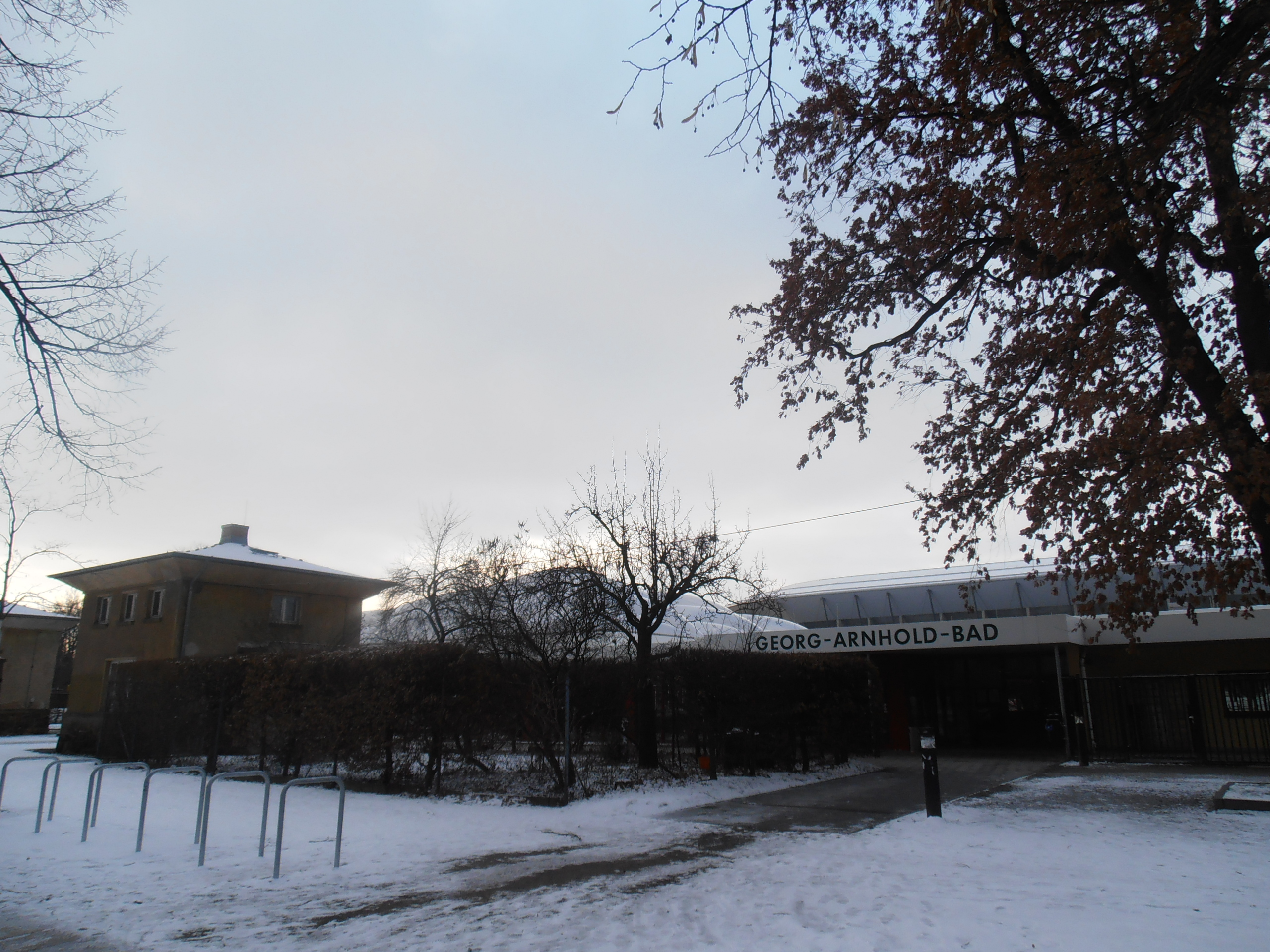
Eingang zum Georg-Arnhold-Bad vor der Sanierung (2013)